# Henri d'Astier de La Vigerie
Pour les articles homonymes, voir Astier.
Pour les autres membres de la famille, voir Famille d'Astier de La Vigerie.
Henri d’Astier de La Vigerie est un résistant royaliste français, compagnon de la Libération, né le 11 septembre 1897 à Villedieu-sur-Indre et mort le 10 octobre 1952 à Genève.
Il est le frère de deux autres compagnons de la Libération, Emmanuel et François d'Astier de La Vigerie.

## Avant 1940
Henri d'Astier de La Vigerie est né au sein d'une famille originaire du Vivarais, titrée en 1845 sous la monarchie de Juillet par reprise d'un titre de 1825. Son père, le baron Raoul d'Astier de La Vigerie, ancien élève de l'École polytechnique, était officier d'artillerie. Sa mère, Jeanne, née Masson-Bachasson de Montalivet, était la petite-fille de Camille, comte de Montalivet, qui avait été ministre de l'Intérieur et ministre de l'Instruction publique de Louis-Philippe et arrière-petite-fille de Jean-Pierre de Montalivet, ami et ministre de l'Intérieur de Napoléon.
Il est engagé volontaire en 1915 et, en sa qualité d’admissible à Polytechnique, il est élève-officier à Fontainebleau et sert au 1er régiment d'artillerie coloniale (le 1er RAC). Trois fois blessé et trois fois cité, il termine la guerre comme lieutenant et chevalier de la Légion d'honneur, à titre militaire.
Il devient journaliste à la fin du conflit mondial.
Pendant l'entre-deux-guerres, Henri d'Astier est très engagé politiquement dans les milieux d'extrême-droite. Il apprécie peu le régime républicain et estime que la France serait plus forte sous l'autorité d'un monarque. Il n'est pas indifférent à la doctrine maurrassienne et milite au sein de l'Action française,. Il passe pour avoir comploté contre les pouvoirs en place, dans les Ligues, et peut-être même d'avoir « trempé » dans la Cagoule.

## Pendant la Seconde Guerre mondiale

### En France occupée
Mobilisé en 1939, en qualité de lieutenant de réserve, il entre dans la Résistance dès septembre 1940, en métropole, avec Justin Fatigue du réseau Alibi. À l'instar de bien des résistants de la première heure, Henri d'Astier est mu par ses convictions patriotiques et nationalistes. Cependant, à la différence de la plupart des disciples de Maurras, il passe immédiatement à la lutte clandestine contre les Allemands. Ainsi parvient-il à s'introduire dans un camp de la Luftwaffe en Normandie pour y recueillir des informations secrètes destinées aux Anglais. Dès juillet 1940 il fonde le réseau Orion.
Son camarade Georges Piron étant arrêté, et étant lui-même pourchassé par la Gestapo, il passe en zone non occupée, d'où il rejoint l'Afrique du Nord en janvier 1941.

### En Afrique du Nord
Il s'installe d’abord à Oran, et réengagé, se fait verser, en mars 1941, au 2e Bureau de l'Armée d’armistice. Puis il entre en contact avec le groupe de résistance fondé en septembre 1940 par Roger Carcassonne, jeune industriel juif et officier de réserve, qui l'accueille à bras ouverts. Tous deux s'orientent alors, à partir de décembre 1941, dans la préparation d'un débarquement allié.
Au début de 1942, Henri d'Astier se rend à Alger où il prend d'abord contact avec José Aboulker, cousin de Roger Carcassonne, qui y avait constitué, lui aussi depuis septembre 1940, un chapelet de groupes d'action clandestins parfaitement cloisonnés. Parallèlement, il entre aussi en rapport, grâce au commissaire de police résistant Achiary, avec un certain nombre de personnalités vichystes comme Jacques Lemaigre Dubreuil, son collaborateur privé Rigault, et le colonel Van Hecke, commissaire régional du mouvement maréchaliste des Chantiers de jeunesse.
Avec le soutien de ce dernier, Henri d'Astier se fait muter en juillet 1942 à Alger, où il entre comme cadre aux Chantiers de jeunesse, ce qui lui permet de bénéficier d'ordres de mission de Van Hecke. Ainsi a-t-il la possibilité de se déplacer sans problème en Afrique du Nord, où il étend son réseau.

### L'établissement des contacts avec les États-Unis, la conférence de Cherchell
Un comité directeur de la Résistance à Alger composé d'Henri d'Astier de La Vigerie, Jacques Lemaigre-Dubreuil, Jean Rigault, Jacques Tarbé de Saint-Hardouin et Alphonse Van Hecke, se donne pour mission de préparer un débarquement allié en Afrique du Nord. Des contacts sont établis avec Robert Murphy, consul des États-Unis. En cas de débarquement, il est prévu que le général Giraud, que connait bien Lemaigre-Dubreuil, dirige l'entrée en guerre de l'Armée française. Il n'est pas question de De Gaulle : les Alliés considèrent en effet que l'affaire de Dakar — en septembre 1940 — avait montré que ce dernier n'avait pas la personnalité nécessaire pour rallier l'ensemble des Français. Au milieu de 1942, Murphy informe Henri d’Astier de la décision de Roosevelt et Churchill de débarquer en Afrique du Nord.
En octobre 1942, le général Clark, adjoint d'Eisenhower, rencontre clandestinement dans une villa de Cherchell les représentants de la résistance d'Algérie pour mettre au point, dans les derniers détails, l'action de la Résistance lors du débarquement et les accords garantissant le respect de la souveraineté française par les forces alliées.

### Le putsch du 8 novembre 1942

#### La prise d'Alger
Le 8 novembre 1942, à minuit, Henri d'Astier, secondé par José Aboulker, déclenche, avec l'aide du colonel Jousse, l'opération qui donne à leurs 400 volontaires civils la maîtrise de tous les lieux stratégiques d'Alger et permet la capture du général Juin, commandant en chef des forces militaires en Afrique du Nord, et de l’amiral Darlan, dauphin de Pétain et chef des armées françaises, qui se trouve inopinément à Alger. Ce coup d'État neutralise le XIXe corps d’armée d’Alger pendant 15 heures, permettant ainsi aux forces armées alliées de débarquer sans opposition, d'encercler Alger, et d'obtenir, le soir-même, la capitulation de la ville avec son port intact.

#### Le succès de l'opération Torch
Si, grâce à l'action des résistants, le débarquement est un succès à Alger, en revanche  l'opération se déroule mal à Oran et au Maroc où l'armée de Vichy accueille les Alliés à coups de canon.
Sur ce point, le manque d'efficacité des résistants est tel que même le général de Gaulle, qui  n'a pas été mis au courant de l'opération Torch, se serait écrié : « Eh bien ! j'espère que les gens de Vichy vont les foutre à la mer ! On n'entre pas en France par effraction. » D'autre part, Giraud — qui craignait pour la souveraineté française en Algérie et ne voulait pas que la France soit réduite au second rôle — avait demandé le commandement suprême de l'opération Torch et se l'était vu refuser : absent d'Alger le 8 novembre  il était ce jour-là à Gibraltar pour discuter avec Eisenhower de ses prérogatives.
Ainsi, les Alliés doivent traiter avec Darlan qui a autorité sur l'armée française pour obtenir le cessez-le-feu à Oran et au Maroc.

### L'affaire Darlan

#### Le maintien du régime de Vichy en Afrique du Nord
Au terme de ce combat, Darlan, contraint et forcé de changer de camp, instaure à Alger un « Haut-Commissariat de France en Afrique » et reprend la guerre, tout en maintenant en Afrique du Nord les lois discriminatoires de Vichy et les déportés politiques dans leurs camps du sud. Darlan nomme Giraud commandant en chef, et introduit dans son gouvernement quelques résistants nationalistes, hostiles à de Gaulle en raison des attaques contre d'autres Français à Dakar et en Syrie.

#### Henri d'Astier contre Darlan
Henri d’Astier organise alors, avec le soutien matériel des Anglais, une force de choc, regroupant des volontaires du 8 novembre, formation qui s'entraîne dans un vaste domaine agricole situé au Cap Matifou, à une dizaine de kilomètres d'Alger, et qui va devenir, ultérieurement, le corps franc d'Afrique.
C'est alors que Darlan lui propose la direction de la police et du renseignement en qualité de secrétaire d’État adjoint  aux Affaires politique du Haut-Commissariat. Henri d’Astier accepte cette proposition, mais avec la volonté bien arrêtée de mettre fin au pouvoir de Darlan et de le remplacer par le comte de Paris, prétendant orléaniste au trône de France, qu’il fait venir clandestinement à Alger. Il est prévu que le comte de Paris rassemble les Français avec de Gaulle comme chef du gouvernement et Giraud comme chef des forces armées. Le 22 décembre 1942, Henri d'Astier confie à Fernand Bonnier de La Chapelle, son agent de liaison au corps franc du Cap Matifou, la mission d'exécuter l'amiral Darlan. C'est l'abbé Cordier, ami et homme de confiance d'Henri d'Astier qui, après l'avoir confessé, fournit à Bonnier un pistolet et les plans du palais gouvernemental. 

#### L'assassinat de Darlan
Le 24 décembre, Fernand Bonnier de La Chapelle abat Darlan de plusieurs balles de revolver. Le général Charles Noguès, en tant que doyen du Conseil impérial, se proclame haut-commissaire par intérim et donc autorité compétente en la matière. Il n'accorde pas la grâce à Bonnier, condamné à mort le lendemain par le tribunal militaire d'Alger et fusillé le surlendemain à l'aube.

#### L'enquête ordonnée par Giraud
Nommé à la tête du commandement civil et militaire d'Alger après l'exécution, Giraud fait ouvrir une nouvelle enquête sur le meurtre de Darlan laquelle mène à l'arrestation, en janvier 1943, d'Henri d'Astier et de l'abbé Cordier qui sont reconnus coupables d'avoir organisé un complot " dans le but de changer de gouvernement , complot qui a été suivi d'un acte destiné à en préparer l'exécution, à savoir l'assassinat de l'amiral Darlan, chef du gouvernement légalement établi ".  Henri d'Astier et l'abbé Cordier ne sont libérés qu'après la constitution du comité français de la Libération nationale et la prise du pouvoir à Alger par le général de Gaulle, en septembre de la même année.

### Henri d'Astier parlementaire et commando de France
En novembre 1943, Henri d'Astier est nommé membre à l'Assemblée consultative d'Alger et entre à la commission de la Défense nationale.
Il crée, en avril 1944, les « commandos de France », constitués uniquement de volontaires recrutés au sein des évadés de France.
En prévision du débarquement de Provence planifié pour le 15 août 1944, il prend le commandement du » détachement spécial », équipe constituée de 45 hommes prélevés parmi les unités des commandos de France et destinée à précéder les troupes en opérant à l'intérieur des lignes ennemies. En août 1944, il embarque sur un vieux voilier, la Marietta Madre, qui, en attendant le « jour J », fait escale en Corse. Le 17 août, deux jours après le débarquement en Provence, il débarque avec son détachement à Saint-Tropez et affronte les Allemands aux Pennes-Mirabeau.
Le « détachement spécial » rejoint ensuite le reste des commandos de France et participe aux combats des Vosges et d'Alsace.
Bien que parlementaire, Henri d'Astier reste sur les champs de bataille et continue le combat jusqu'en Allemagne, après avoir pris en décembre 1944 le commandement de l'ensemble des « commandos de France ». Cette unité est dissoute le 1er octobre 1945.

## Après 1945
Henri d'Astier de la Vigerie reprend ses activités de journaliste.
Il meurt à Genève en 1952, à l'âge de 55 ans ; il est inhumé au cimetière de Vaucresson dans les Hauts-de-Seine. Son épouse Louise née Vivé, meurt trente ans plus tard en 1982.

## Décorations
- Officier de la Légion d'honneur[Quand ?]
- Compagnon de la Libération par décret du 30 octobre 1943[14]
- Croix de guerre 1914-1918 (3 citations)
- Croix de guerre 1939-1945 (4 citations)
- Bronze Star Medal